# Neon Icon
Neon Icon je první plnohodnotné studiové album amerického rappera vystupujícího pod pseudonymem Riff Raff. Vydáno bylo v červnu roku 2014 společností Mad Decent. Podílela se na něm řada dalších hudebníků, mezi něž patří například Childish Gambino, Amber Coffman a Slim Thug. Jako producenti na desku přispěli například Larry Fisherman a Diplo.

## Seznam skladeb
1. „Introducing the Icon“ – 4:06
2. „Kokayne“ – 3:02
3. „Wetter Than Tsunami“ – 3:16
4. „Jody 3 Moons (Skit)“ – 1:26
5. „Versace Python“ – 3:03
6. „Lava Glaciers“ – 3:52
7. „Tip Toe Wing in My Jawwdinz“ – 4:04
8. „Maybe You Love Me“ – 2:57
9. „Aquaberry Dolphin“ – 2:14
10. „The Bloomingdales at Windshire Palace (Skit)“ – 1:40
11. „Time“ – 3:39
12. „How to Be the Man“ – 2:53
13. „Cool It Down“ – 2:55
14. „VIP Pass to My Heart“ – 3:33
15. „How to Be the Man (Houston Remix)“ – 4:18